# Wybory parlamentarne w Islandii w 2016 roku
Wybory parlamentarne w Islandii w 2016 roku odbyły się 29 października 2016. Islandczycy wybrali 63 posłów do Althingu. Były to wybory przedterminowe, które zakończyły się zwycięstwem współrządzącej konserwatywnej Partii Niepodległości.

## Tło wyborów
Żądanie dymisji premiera Sigmundura Gunnlaugssona z Partii Postępu i przeprowadzenia wcześniejszych wyborów pojawiło się w kwietniu 2016 podczas protestów ulicznych, które wybuchły po tzw. skandalu Panama Papers. Premier podał się do dymisji, jednak termin wcześniejszych wyborów ogłoszono dopiero 11 sierpnia. Nowy premier Sigurður Ingi Jóhannsson ogłosił wówczas – po konsultacjach z liderami wszystkich ugrupowań parlamentarnych – że wybory odbędą się 29 października.

## System wyborczy
Do Althingu w 2016 wybrano 63 posłów w sześciu okręgach wyborczych (liczących 10 lub 11 mandatów) w głosowaniu proporcjonalnym (przy zastosowaniu metody D'Hondta). W każdym okręgu istniało wówczas 9 mandatów zwyczajnych oraz 1 lub 2 tzw. mandaty wyrównujące, przyznawane partiom, które przekroczyły w skali kraju wynoszący 5% próg wyborczy. W przypadku, gdyby w którymś z okręgów liczba wyborców reprezentowanych przez posła w parlamencie wynosiła mniej niż połowa wyborców reprezentowanych przez posła w innym okręgu, komisja wyborcza miała korygować liczbę mandatów w tych okręgach, która jednak nie mogła być mniejsza niż 6.

## Wyniki wyborów
| D                        | Partia Niepodległości  | 54 992  | 29,0  | 21 | +2  |  |
| V                        | Ruch Zieloni-Lewica    | 30 167  | 15,9  | 10 | +3  |  |
| P                        | Partia Piratów         | 27 466  | 14,5  | 10 | +7  |  |
| B                        | Partia Postępu         | 21 792  | 11,5  | 8  | –11 |  |
| C                        | Viðreisn               | 19 870  | 10,5  | 7  | +7  |  |
| A                        | Świetlana Przyszłość   | 13 578  | 7,2   | 4  | –2  |  |
| S                        | Sojusz                 | 10 894  | 5,7   | 3  | –6  |  |
| F                        | Flokkur fólksins       | 6707    | 3,5   | 0  | –   |  |
| T                        | Dögun                  | 3275    | 1,7   | 0  | –   |  |
| R                        | Alþýðufylkingin        | 571     | 0,3   | 0  | –   |  |
| E                        | Íslenska þjóðfylkingin | 303     | 0,2   | 0  | –   |  |
| H                        | Húmanistaflokkurinn    | 33      | 0,0   | 0  | –   |  |
| Razem                    | Razem                  | 189 648 | 100   | 63 | –   |  |
|                          |                        |         |       |    |     |  |
| Głosy ważne              | Głosy ważne            | 189 648 | –     | –  | –   |  |
| Głosy nieważne i puste   | Głosy nieważne i puste | 5522    | –     | –  | –   |  |
| Głosy razem              | Głosy razem            | 195 200 | 100   | 63 | –   |  |
| Wyborcy/frekwencja       | Wyborcy/frekwencja     | 246 542 | 79,18 | –  | –   |  |
| Źródło: Hagstofa Íslands |                        |         |       |    |     |  |